# Reprezentacja Papui-Nowej Gwinei w rugby union mężczyzn
Reprezentacja Papui-Nowej Gwinei w rugby union mężczyzn – zespół rugby union, biorący udział w imieniu Papui-Nowej Gwinei w meczach i sportowych imprezach międzynarodowych, powoływany przez selekcjonera, w którym mogą występować wyłącznie zawodnicy posiadający obywatelstwo tego kraju, mieszkający w nim, bądź kwalifikujący się ze względu na pochodzenie rodziców lub dziadków. Za jego funkcjonowanie odpowiedzialny jest Papua New Guinea Rugby Football Union, członek Oceania Rugby i World Rugby.
Reprezentacja rozegrała pierwszy oficjalny mecz w 1966 roku. Drużynie dotychczas nie udało się awansować do Pucharu Świata. Po raz pierwszy pojawiła się w kwalifikacjach do walijskiego turnieju odpadając w pierwszej rundzie, w kolejnych eliminacjach przechodziła do dalszych etapów, odpadając jednak w starciach z Tonga, Wyspami Cooka i Samoa. Bierze także udział w Oceania Cup, wygrywając go trzykrotnie: w edycjach 2007, 2009, 2011.

## Udział wPucharze Świata
| Rok  | Kwalifikacje            | Wynik |
| ---- | ----------------------- | ----- |
| 1987 | Nie brała udziału       | -     |
| 1991 | Nie brała udziału       | -     |
| 1995 | Nie brała udziału       | -     |
| 1999 | Nie zakwalifikowała się | -     |
| 2003 | Nie zakwalifikowała się | -     |
| 2007 | Nie zakwalifikowała się | -     |
| 2011 | Nie zakwalifikowała się | -     |
| 2015 | Nie zakwalifikowała się | -     |
| 2019 | Nie brała udziału       | -     |